# ヒュー・ゴフ (初代ゴフ子爵)
初代ゴフ子爵ヒュー・ゴフ陸軍元帥（英語: Field Marshal Hugh Gough, 1st Viscount Gough, KP, GCB, GCSI, PC、1779年11月3日 - 1869年3月2日）は、イギリスの陸軍軍人、貴族。
フランス革命戦争・ナポレオン戦争に従軍して戦歴を積んだ後、阿片戦争やインドでの諸戦争の指揮をとった。軍人としての最終階級は元帥。1846年にゴフ男爵、1849年にゴフ子爵に叙せられている。

## 経歴

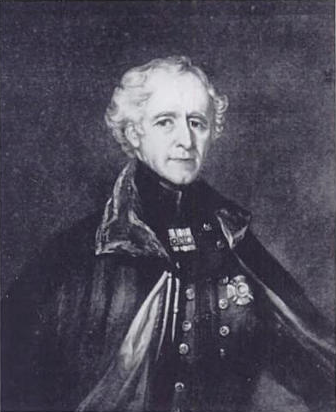
1841年頃のヒュー・ゴフ大将

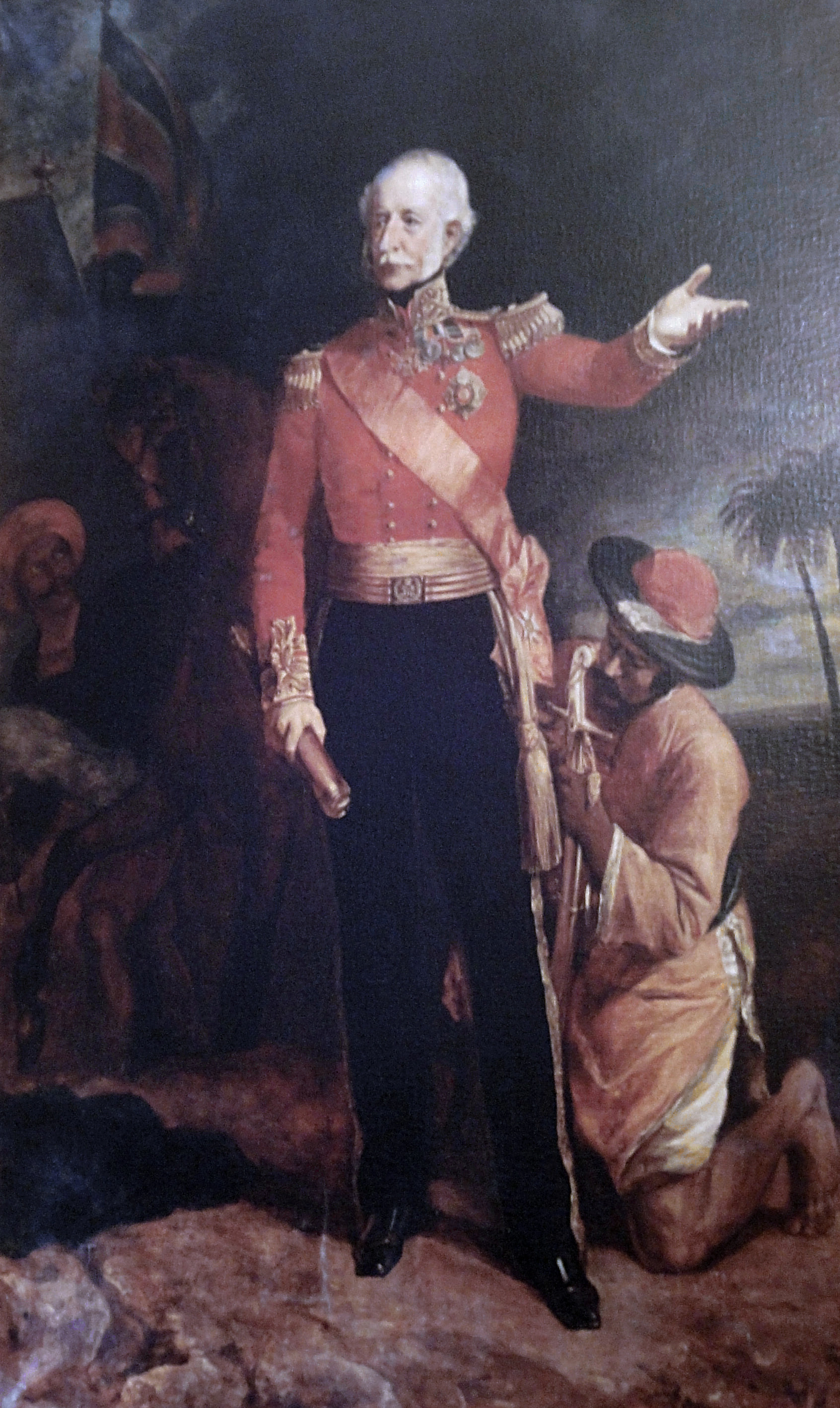
ゴフ子爵の肖像画

1779年11月3日、陸軍軍人ジョージ・ゴフ中佐とその妻レティシア（旧姓バンバリー）の四男としてアイルランド・ウッズタウンに生まれる。
1794年に少尉として陸軍に入隊。その後、中尉に昇進して第119歩兵連隊に配属されたが
、1795年6月には第78歩兵連隊へ移籍となった。
南アフリカのケープ植民地に駐屯していたが、フランス革命戦争のため、1795年12月に第87歩兵連隊へ移籍。部隊は西インド諸島に配置され、1799年にはギアナのオランダ植民地への遠征に参加した。1803年6月にイギリスへ帰国し、大尉、さらに少佐(major)へと昇進した。
1809年1月よりイベリア半島で戦うアーサー・ウェルズリー（後の初代ウェリントン公爵）の軍に従軍し、ナポレオン戦争に参加。1809年7月のタラベラの戦いでは重傷を負った。1811年3月のバロッサの戦い、1811年10月のタリファの戦いにも参加した。1813年6月のヴィトリアの戦いで再び重傷を負う。1813年11月にはニヴェルの戦いに参加した。
1815年5月25日に中佐(Lieutenant colonel)に昇進。1819年8月に大佐(colonel)に昇進。1830年7月に少将(Major-General)に昇進。
1837年にはインドへ派遣され、マドラス陸軍のマイソール師団を指揮。
1839年にはじまった阿片戦争では中国に出兵したイギリス軍の司令官となり、広東の戦い、廈門の戦い、乍浦の戦い、鎮江の戦いなどを指揮してイギリスの勝利に貢献した。南京条約が締結されて終戦するとインドへ戻った。
1841年6月、中将に昇進。1842年12月には准男爵位を与えられる。1843年3月にインドにおける階級が大将(full general)に昇進する。
1843年8月にインド軍総司令官に就任。グワーリヤル遠征を指揮し、マラーター王国を破った。第一次シク戦争ではマッドキの戦い、フィールーズシャーの戦い、ソブラーオーンの戦いを指揮した。
1846年4月7日には連合王国貴族爵位「中国における鎮江ならびに東インドにおけるマハラジポレおよびサトレジの初代ゴフ男爵」（Baron Gough of Chinkiang in China and of Maharajpore and the Sutlej in the East Indies）に叙せられ、貴族院議員に列する。
1848年にはじまった第2次シク戦争では、ラームナガルの戦いやChillianwalaの戦いを指揮したが、大砲の使用より歩兵の正面突撃に偏重したと批判され、インド軍総司令官職を更迭された。しかし後任人事を受ける前の1849年1月にゴフはグジュラートの戦いでシク王国に対する決定的な勝利を収めた。
1849年に帰国し、同年6月には連合王国貴族爵位「パンジャブ・グジャラートおよびリムリック市のゴフ子爵」（Viscount Gough of Goojerat in the Punjab and of the City of Limerick）に叙せられた。
様々な連隊の名誉連隊長（colonel）も務めた（第99歩兵連隊、第87歩兵連隊、王立近衛騎馬連隊）。
1854年6月には大将(full general)に昇進。1862年11月には元帥(Field Marshal)に昇進した。
1869年3月2日にアイルランド・ダブリンにおいて89歳で死去した。息子のジョージ・ゴフが爵位を継承した。

## 栄典

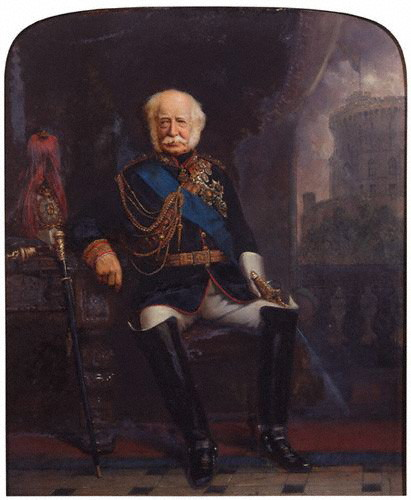
ゴフ子爵の肖像画

### 爵位/準男爵位
1842年12月23日に以下の準男爵位を新規に叙された
- (ティペラリー県におけるシノンおよびドランジャンの)初代準男爵 (1st Baronet "of Synone and Drangan in the County of Tipperary")
(勅許状による連合王国準男爵位)

1846年4月25日に以下の爵位を新規に叙された。
- 中国における鎮江ならびに東インドにおけるマハラジポレおよびサトレジの初代ゴフ男爵 (1st Baron Gough of Chinkiang in China and of Maharajpore and the Sutlej in the East Indies)
(勅許状による連合王国貴族爵位)

1849年6月15日以下の爵位を新規に叙された。
- パンジャブ・グジャラートおよびリムリック市の初代ゴフ子爵 (1st Viscount Gough of Goojerat in the Punjab and of the City of Limerick)
(勅許状による連合王国貴族爵位)

### 勲章
- 1815年6月4日、バス勲章コンパニオン（CB）[21]
- 1831年9月18日、バス勲章ナイト・コマンダー（KCB）[22]
- 1841年10月14日、バス勲章ナイト・グランド・クロス[23]
- 1857年、聖パトリック勲章ナイト（KP）[2]
- 1861年、インドの星勲章ナイト・コマンダー（KCSI）[2]
- 1866年、インドの星勲章ナイト・グランド・コマンダー（GCSI）[2]

### その他
- 1859年、枢密顧問官（PC）[2]

### 紋章

ゴフ陸軍元帥の紋章。

4分割されたエスカッションのうち、1st・4th部分にはインド・中国方面における戦功から「ユニオン・フラッグを掲げて草上に立つライオン」が描かれる。2nd・3rd部分には、ゴフ家本来の家紋が描かれるが、タリファ要塞やカルロス3世勲章といった種々のオーグメンテイションで彩られている。紋章のサポーターにはライオンと中国龍が採用され、各々『パンジャブ（Punjab）』、『中国（China）』の文字の刻まれた首輪をはめている。クレスト部分も、伝統的なゴフ家のイノシシの頭に加え（中央）、中国旗・ユニオンフラッグのバナーを持つライオン・パッサント（左）、第87歩兵連隊の連隊旗・へし折られたグランダルメの鷲旗をともに握りしめた腕（右）が描かれる。
紋章に描かれるモットーには、グジュラートの戦いを示す『Goojerat』の文字や、『道を開けよ（Faugh a Ballagh）』の言葉が刻まれる。

## 家族
陸軍軍人エドワード・スティーブンス(Edward Stephens)大将の娘フランセスと結婚し、彼女との間に2男4女を儲けた。長男は早世したため、次男ジョージが爵位を継承した。三女フランセスはサー・パトリック・グラント元帥と結婚した。